# المحواشة (حبيش)

تعديل مصدري - تعديل

المحواشة محلة تابعة لقرية الرونة، التابعة لعزلة وادي المعقاب بمديرية حبيش إحدى مديريات محافظة إب في الجمهورية اليمنية، بلغ تعداد سكانها 136 حسب تعداد اليمن لعام 2004.